# Retzendorf

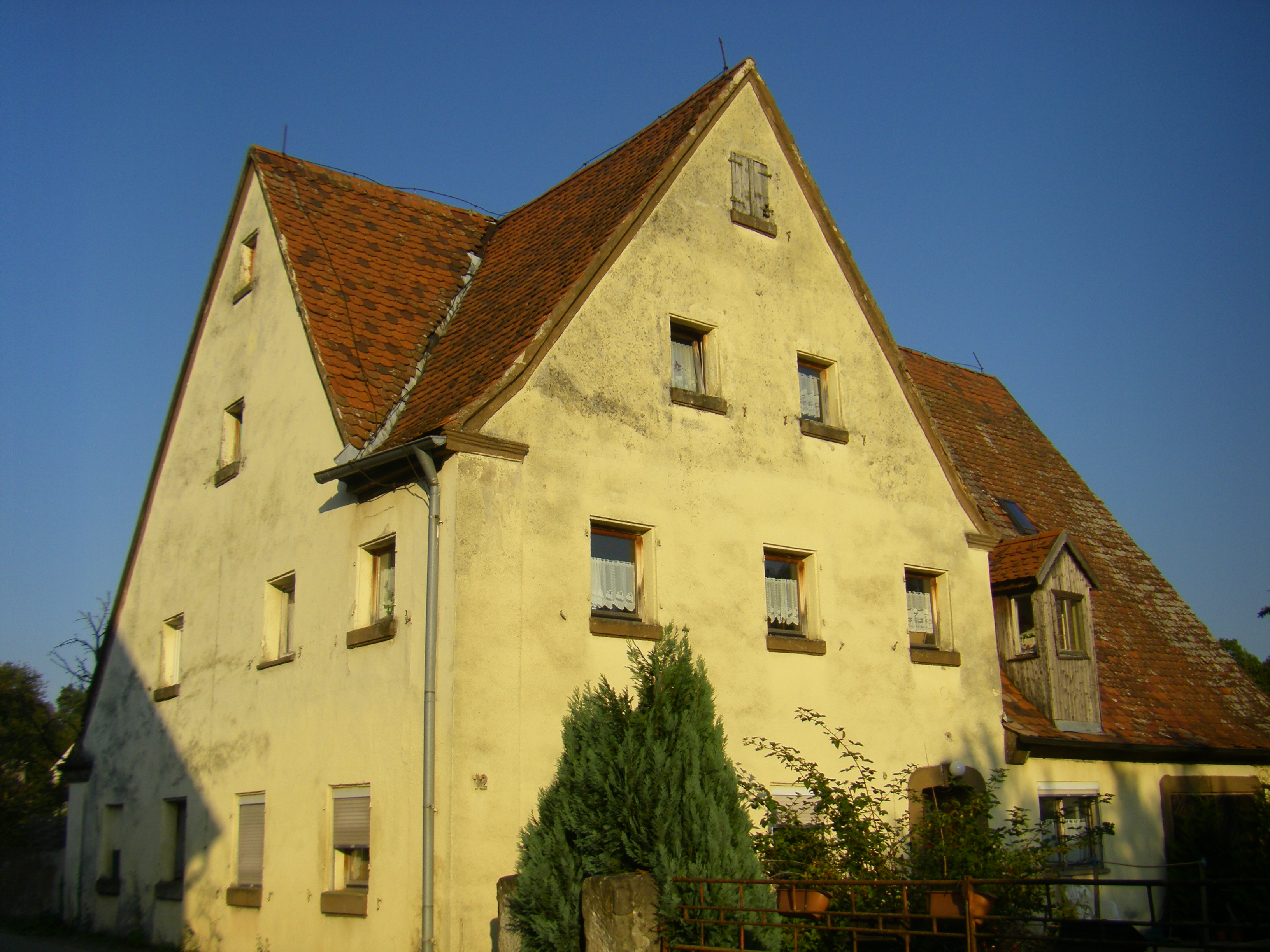
Haus Nr. 12: Ehemaliges Hopfenbauernhaus

Retzendorf (fränkisch: Retsndorf) ist ein Gemeindeteil der Stadt Windsbach im Landkreis Ansbach (Mittelfranken, Bayern). Die Gemarkung Retzendorf hat eine Fläche von 3,552 km². Sie ist in 520 Flurstücke aufgeteilt, die eine durchschnittliche Flurstücksfläche von 6829,99 m² haben. In ihr liegen neben dem namensgebenden Ort die Gemeindeteile Hölzleinsmühle und Wolfsau.

## Geografie
Durch das Dorf fließt der Schwalbenbach, der 0,5 km südlich in die Fränkische Rezat mündet. 0,5 km nordöstlich erhebt sich der Petersberg (413 m ü. NHN), 0,75 km östlich erhebt sich der Adenberg (412 m ü. NHN), dahinter im Wald befindet sich ein Burgstall. Gemeindeverbindungsstraßen führen nach Windsbach (1 km nordwestlich) und Elpersdorf (0,7 km südlich) jeweils zur Staatsstraße 2223.

## Geschichte
Der Ort wurde 1278 als „Rezenstorff“ erstmals urkundlich erwähnt. Das Bestimmungswort des Ortsnamens ist der Personenname Rezo, Razo oder Razi, der als Gründer des Ortes anzunehmen ist.
Im burggräflichen Urbar von 1361/64 wurde für Retzendorf eine Untertansfamilie verzeichnet, die dem Amt Windsbach unterstand. 1529 unterstanden der Hauptmannschaft Hergersbach der Reichsstadt Nürnberg 3 Untertansfamilien im Ort.
Im 16-Punkte-Bericht des Oberamts Windsbach aus dem Jahr 1608 wurden für Retzendorf 11 Mannschaften verzeichnet: 2 Köblergüter gehörten dem Kastenamt Windsbach, 1 Köblergut dem Rat zu Windsbach, 3 Höfe und 3 Köblergüter der Reichsstadt Nürnberg, 1 Hof dem Spital Schwabach und 1 Köblergut dem Rittergut Sommersdorf. Außerdem gab es ein Gemeindehirtenhaus. Das Hochgericht übte das brandenburg-ansbachische Kasten- und Stadtvogteiamt Windsbach aus.
In den Oberamtsbeschreibungen des Fürstentums Ansbach von Johann Georg Vetter aus dem Jahr 1732 wurde der Ort folgendermaßen beschrieben:

„Rezendorf, Weyler, 2 Höfe nach Windsbach, hievon ein Zednitz, dann Lentersheim 1621. Eva Seckendorff hat von ihrem Bruder von Zedwitz zwei Hintersassen, einen in Untereschenbach, den anderen in Rezendorf, Hütlein und ein Weiher. Dann ein Stiftgütlein nach Windspach, ein nach Schwabach, ein Deutsch Herrn Orden, vier Nürnberger Almosenrecht, ein Nürnberger Landpflegerstift, ein Adelig Crailsheimer.“

Gegen Ende des 18. Jahrhunderts gab es in Retzendorf 12 Anwesen und ein Gemeindehirtenhaus. Das Hochgericht und die Dorf- und Gemeindeherrschaft übte weiterhin das Kasten- und Stadtvogteiamt Windsbach aus. Grundherren waren das Fürstentum Ansbach (Kastenamt Windsbach: 2 Güter, 1 Gütlein; Spitalstiftung Schwabach: 1 Hof, 1 Halbhof), die Reichsstadt Nürnberg (Pflegamt Lichtenau: 1 Gut; Landesalmosenamt: 2 Höfe, 2 Gütlein), die Deutschordenskommende Nürnberg (1 Hof) und das Rittergut Sommersdorf der Herren von Crailsheim (1 Gütlein). Von 1797 bis 1808 unterstand der Ort dem Justiz- und Kammeramt Windsbach.
1806 kam Retzendorf an das Königreich Bayern. Im Rahmen des Gemeindeedikts wurde Retzendorf dem 1808 gebildeten Steuerdistrikt Mitteleschenbach und der 1810 gegründeten Ruralgemeinde Mitteleschenbach zugeordnet. Mit dem Zweiten Gemeindeedikt (1818) entstand die Ruralgemeinde Retzendorf, zu der Hölzleinsmühle und Wolfsau gehörten. Sie war in Verwaltung und Gerichtsbarkeit dem Landgericht Heilsbronn zugeordnet und in der Finanzverwaltung dem Rentamt Windsbach. Wenig später reichte Wolfsau ein Gesuch ein, mit der Hölzleinsmühle eine eigene Gemeinde bilden zu dürfen. Dies wurde jedoch nicht genehmigt. Von 1862 bis 1879 gehörte Retzendorf zum Bezirksamt Heilsbronn, seit 1880 zum Bezirksamt Ansbach (1939 in Landkreis Ansbach umbenannt) und zum Rentamt Heilsbronn (1919–1929: Finanzamt Heilsbronn, seit 1929: Finanzamt Ansbach). Die Gerichtsbarkeit blieb beim Landgericht Heilsbronn (1879 in Amtsgericht Heilsbronn umbenannt), seit 1956 ist das Amtsgericht Ansbach zuständig. Die Gemeinde hatte 1964 eine Gebietsfläche von 3,652 km². Im Zuge der Gebietsreform in Bayern kam die Gemeinde am 1. Januar 1972 nach Windsbach.

### Baudenkmäler
- Haus Nr. 12: ehemaliges Hopfenbauernhaus mit Scheune[21]
- Städtisches Freibad[21]

### Bodendenkmäler
Unmittelbar neben dem Dorf finden sich Überreste von Hügelgräbern aus der Bronzezeit. Des Weiteren finden sich Keramik-, Rand- und Wandscherben aus der Urnenfelderzeit und einige Silices aus vorgeschichtlicher Zeit.

### Einwohnerentwicklung
Gemeinde Retzendorf
| Jahr      | 1818   | 1840   | 1852   | 1855   | 1861   | 1867   | 1871   | 1875   | 1880   | 1885   | 1890   | 1895   | 1900   | 1905   | 1910   | 1919   | 1925   | 1933   | 1939   | 1946   | 1950   | 1952   | 1961   | 1970   |
| Einwohner | 101    | 112    | 114    | 119    | 129    | 126    | 111    | 111    | 108    | 104    | 101    | 109    | 103    | 94     | 81     | 88     | 102    | 94     | 80     | 155    | 135    | 133    | 110    | 95     |
| Häuser    | 18     | 18     |        |        |        |        | 20     |        |        | 19     | 17     |        | 19     |        |        |        | 18     |        |        |        | 17     |        | 19     |        |
| Quelle    | [ 24 ] | [ 25 ] | [ 26 ] | [ 26 ] | [ 27 ] | [ 28 ] | [ 29 ] | [ 30 ] | [ 31 ] | [ 32 ] | [ 33 ] | [ 34 ] | [ 35 ] | [ 34 ] | [ 36 ] | [ 34 ] | [ 37 ] | [ 34 ] | [ 34 ] | [ 34 ] | [ 38 ] | [ 34 ] | [ 18 ] | [ 39 ] |

Ort Retzendorf
| Jahr      | 001818 | 001840 | 001861 | 001871 | 001885 | 001900 | 001925 | 001950 | 001961 | 001970 | 001987 |
| Einwohner | 74     | 71     | 92     | 79     | 77     | 71     | 65     | 93     | 84     | 71     | 59     |
| Häuser    | 13     | 13     |        |        | 14     | 14     | 13     | 12     | 14     |        | 17     |
| Quelle    | [ 24 ] | [ 25 ] | [ 27 ] | [ 29 ] | [ 32 ] | [ 35 ] | [ 37 ] | [ 38 ] | [ 18 ] | [ 39 ] | [ 1 ]  |

## Religion
Der Ort ist seit der Reformation evangelisch-lutherisch geprägt und nach St. Margareta (Windsbach) gepfarrt. Die Einwohner römisch-katholischer Konfession sind nach St. Bonifatius (Windsbach) gepfarrt.